# Juventus Football Club 2001-2002
Questa voce raccoglie le informazioni riguardanti la Juventus Football Club nelle competizioni ufficiali della stagione 2001-2002.

## Stagione
(Marcello Lippi, 11 luglio 2001)

L'allenatore Lippi (a sinistra), alla sua seconda esperienza torinese, e l'attaccante Trezeguet (al centro), capocannoniere del campionato, festeggiano tra i tifosi nel pomeriggio di Udine del «cinque maggio», per l'insperato 26º scudetto.

Gli insuccessi delle precedenti stagioni causarono l'addio di Ancelotti, spianando la strada al rientro di Lippi. Il ritorno in panchina dell'allenatore viareggino coincise con l'inizio di un nuovo progetto tecnico in casa juventina, volto a creare una squadra meno leziosa e più muscolare, con meno fantasia in mezzo al campo ma caratterialmente più risoluta.
In tal senso, in estate lasciarono Torino il portiere Van der Sar (destinato al Fulham), l'attaccante Inzaghi (destinato al Milan) e soprattutto il fantasista Zidane (destinato al Real Madrid): al loro posto giunsero il nuovo numero uno Buffon, il difensore Lilian Thuram (questi provenienti dal Parma) e il centrocampista Pavel Nedvěd (proveniente dalla Lazio); in particolare, le operazioni inerenti Buffon e Zidane segnarono dei record per il calciomercato dell'epoca, rispettivamente il portiere più pagato e la cessione in assoluto più remunerativa nella storia del calcio.
Il campionato iniziò con tre vittorie consecutive contro Venezia, Atalanta e Chievo, prima di rimanere all'asciutto per sei giornate, seguite da risultati altalenanti nelle quattro gare successive. Fu anche superata la prima fase a gironi in Champions League, ottenendo l'accesso alla seconda.
Durante l'inverno la Juventus risalì la classifica, vincendo sette gare consecutive tra dicembre e febbraio (nel mezzo, anche un pareggio nel recupero della sesta giornata). Dopo il pareggio nello scontro diretto contro la Roma capolista all'Olimpico, nel turno successivo i bianconeri sconfissero in casa la Fiorentina e presero il comando solitario della classifica. Durante questa rincorsa al primo posto, particolare importanza ebbe il cambio di passo di un Nedvěd fin lì impalpabile; impasse risolto da Lippi con lo spostamento del ceco in posizione di trequartista. Dopo la vittoria sulla Fiorentina, tuttavia, una serie di alti e bassi fecero scivolare la Juventus a -6 dalla vetta, con solo sei partite da disputare fino alla fine del campionato. Contemporaneamente, in Europa il cammino juventino terminò nella seconda fase a gruppi.
La lotta per lo scudetto iniziò a riaprirsi già nel turno successivo, a causa dei passi falsi dell'Inter capolista e della Roma seconda, ma anche grazie al poker juventino sul campo del Perugia. La squadra vinse anche la successiva classica al Delle Alpi contro il Milan, per poi andare a cogliere allo scadere della trasferta di Piacenza un successo vitale nell'ottica del rush finale, che la proiettò a -1 dai nerazzurri; con questo ritardo, dopo un penultimo turno interlocutorio, i torinesi si presentarono al via degli ultimi novanta minuti del torneo. Il 5 maggio 2002, in una giornata entrata nella storia del calcio italiano, alla Juventus riuscì un incredibile sorpasso che le fruttò il tricolore: i milanesi caddero 4-2 sul campo di una più che demotivata Lazio, mentre i bianconeri vinsero per 2-0 in casa dell'Udinese, operando il sorpasso decisivo. La stagione si concluse con la finale di Coppa Italia, persa contro il Parma.
Al di fuori dell'ambito sportivo, in dicembre la Juventus portò a termine la sua quotazione in Borsa, quindi a fine stagione ottenne il diritto di superficie sull'area del Delle Alpi per i successivi 99 anni: la società bianconera riuscì così a raggiungere un obiettivo inseguito dal 1994, volto a ottenere uno stadio di proprietà, abbandonando definitivamente l'idea di lasciare la città.

## Divise e sponsor
Nel 2001, a seguito della crisi della new economy, il portale CiaoWeb venne ceduto dal gruppo Fiat; pertanto Lotto rimase l'unico sponsor tecnico della Juventus. Gli sponsor ufficiali furono Fastweb in campionato e Tu Mobile nelle coppe.
| Casa        | Casa (coppe)        | Trasferta   | Trasferta (coppe)   |             |                     |
| 1ª portiere | 1ª portiere (coppe) | 2ª portiere | 2ª portiere (coppe) | 3ª portiere | 3ª portiere (coppe) |

## Rosa

Parte della rinnovata Juventus nel ritiro estivo di Châtillon; da sinistra: il nuovo numero uno Buffon, Nedvěd, il tecnico Lippi, Zenoni e Thuram.

| N. |                      | Ruolo | Calciatore                      |
| -- | -------------------- | ----- | ------------------------------- |
| 1  | Italia (bandiera)    | P     | Gianluigi Buffon                |
| 2  | Italia (bandiera)    | D     | Ciro Ferrara                    |
| 3  | Italia (bandiera)    | D     | Michele Paramatti               |
| 4  | Uruguay (bandiera)   | D     | Paolo Montero                   |
| 5  | Croazia (bandiera)   | D     | Igor Tudor                      |
| 6  | Uruguay (bandiera)   | C     | Fabián O'Neill                  |
| 7  | Italia (bandiera)    | D     | Gianluca Pessotto               |
| 8  | Italia (bandiera)    | C     | Antonio Conte                   |
| 9  | Cile (bandiera)      | A     | Marcelo Salas                   |
| 10 | Italia (bandiera)    | A     | Alessandro Del Piero (capitano) |
| 11 | Rep. Ceca (bandiera) | C     | Pavel Nedvěd                    |
| 12 | Italia (bandiera)    | P     | Michelangelo Rampulla           |
| 13 | Italia (bandiera)    | D     | Mark Iuliano                    |
| 14 | Italia (bandiera)    | C     | Cristian Zenoni                 |
| 15 | Italia (bandiera)    | D     | Alessandro Birindelli           |
| 16 | Italia (bandiera)    | C     | Enzo Maresca                    |

| N. |                        | Ruolo | Calciatore          |
| -- | ---------------------- | ----- | ------------------- |
| 17 | Francia (bandiera)     | A     | David Trezeguet     |
| 18 | Brasile (bandiera)     | D     | Athirson            |
| 19 | Italia (bandiera)      | D     | Gianluca Zambrotta  |
| 20 | Italia (bandiera)      | C     | Alessio Tacchinardi |
| 21 | Francia (bandiera)     | D     | Lilian Thuram       |
| 22 | Uruguay (bandiera)     | P     | Fabián Carini       |
| 23 | Italia (bandiera)      | C     | Marco Rigoni        |
| 25 | Uruguay (bandiera)     | A     | Marcelo Zalayeta    |
| 26 | Paesi Bassi (bandiera) | C     | Edgar Davids        |
| 27 | Italia (bandiera)      | A     | Nicola Amoruso      |
| 30 | Italia (bandiera)      | C     | Alessandro Frara    |
| 31 | Italia (bandiera)      | D     | Felice Piccolo      |
| 32 | Italia (bandiera)      | C     | Stefano Rondinella  |
| 33 | Francia (bandiera)     | A     | Vincent Péricard    |
| 36 | Uzbekistan (bandiera)  | C     | Ilyas Zeytulaev     |
| 38 | Paraguay (bandiera)    | A     | Tomás Guzmán        |

## Calciomercato

### Sessione estiva
| Acquisti | Acquisti         | Acquisti | Acquisti                    |
| R.       | Nome             | da       | Modalità                    |
| -------- | ---------------- | -------- | --------------------------- |
| P        | Gianluigi Buffon | Parma    | definitivo (105 miliardi ₤) |
| D        | Lilian Thuram    | Parma    | definitivo (70 miliardi ₤)  |
| D        | Cristian Zenoni  | Milan    | definitivo (30 miliardi ₤)  |
| C        | Pavel Nedvěd     | Lazio    | definitivo (70 miliardi ₤)  |
| C        | Enzo Maresca     | Bologna  | fine prestito               |
| C        | Marco Rigoni     | Ravenna  | fine prestito               |
| A        | Marcelo Salas    | Lazio    | definitivo (25 miliardi ₤)  |
| A        | Nicola Amoruso   | Napoli   | fine prestito               |

| Cessioni | Cessioni          | Cessioni    | Cessioni                    |
| R.       | Nome              | a           | Modalità                    |
| -------- | ----------------- | ----------- | --------------------------- |
| P        | Edwin van der Sar | Fulham      | definitivo (7,1 miliardi ₤) |
| C        | Zinédine Zidane   | Real Madrid | definitivo (150 miliardi ₤) |
| A        | Filippo Inzaghi   | Milan       | definitivo (70 miliardi ₤)  |
| A        | Darko Kovačević   | Lazio       | definitivo                  |

## Risultati

### Serie A

#### Girone di andata
| Arbitro: | Bertini (Arezzo) |

|                                       |           |  |
| Trezeguet 10’, 11’ Del Piero 44’, 81’ | Marcatori |  |

| Arbitro: | Borriello (Mantova) |

|  |           |                            |
|  | Marcatori | 8’ Del Piero 83’ Trezeguet |

| Arbitro: | Bolognino (Milano) |

|                                            |           |                   |
| Tacchinardi 22’ Tudor 40’ Salas 83’ (rig.) | Marcatori | 9’, 20’ Marazzina |

| Lecce 22 settembre 2001, ore 20:30 CEST 4ª giornata | Lecce              | 0 – 0 referto | Juventus | Stadio Via del mare (32 236 spett.)\| Arbitro: \| De Santis (Tivoli) \| |
| Arbitro:                                            | De Santis (Tivoli) |               |          |                                                                         |

| Arbitro: | Cesari (Genova) |

|  |           |                              |
|  | Marcatori | 37’ Batistuta 90+3’ Assunção |

| Arbitro: | Bolognino (Milano) |

|           |           |               |
| Gomes 79’ | Marcatori | 57’ Trezeguet |

| Arbitro: | Borriello (Mantova) |

|                             |           |                                               |
| Del Piero 9’, 25’ Tudor 12’ | Marcatori | 57’ Lucarelli 70’ (rig.) Ferrante 83’ Maspero |

| Bologna 20 ottobre 2001, ore 20:30 CEST 8ª giornata | Bologna          | 0 – 0 referto | Juventus | Stadio Renato Dall'Ara (35 756 spett.)\| Arbitro: \| Paparesta (Bari) \| |
| Arbitro:                                            | Paparesta (Bari) |               |          |                                                                          |

| Torino 27 ottobre 2001, ore 20:30 CEST 9ª giornata | Juventus        | 0 – 0 referto | Inter | Stadio delle Alpi (53 661 spett.)\| Arbitro: \| Braschi (Prato) \| |
| Arbitro:                                           | Braschi (Prato) |               |       |                                                                    |

| Arbitro: | Cesari (Genova) |

|                            |           |                           |
| Colucci 10’ Camoranesi 62’ | Marcatori | 78’ Tudor 90+2’ Trezeguet |

| Arbitro: | Paparesta (Bari) |

|                                    |           |              |
| Trezeguet 10’, 90+5’ Del Piero 75’ | Marcatori | 23’ Lamouchi |

| Arbitro: | Collina (Viareggio) |

|              |           |  |
| Liverani 49’ | Marcatori |  |

| Arbitro: | Gabriele (Frosinone) |

|                          |           |  |
| Nedvěd 52’ Trezeguet 76’ | Marcatori |  |

| Arbitro: | Paparesta (Bari) |

|              |           |                      |
| Ševčenko 23’ | Marcatori | 47’ (rig.) Del Piero |

| Arbitro: | Trefoloni (Siena) |

|                             |           |  |
| Ferrara 36’ Trezeguet 90+2’ | Marcatori |  |

| Arbitro: | De Santis (Tivoli) |

|  |           |                                                    |
|  | Marcatori | 30’ Trezeguet 42’ Del Piero 56’ Ferrara 70’ Davids |

| Arbitro: | Borriello (Mantova) |

|                                     |           |  |
| Zambrotta 15’ Nedvěd 26’ Davids 41’ | Marcatori |  |

#### Girone di ritorno
| Arbitro: | Gabriele (Frosinone) |

|                |           |                          |
| Magallanes 59’ | Marcatori | 6’ Trezeguet 76’ Iuliano |

| Arbitro: | Pieri (Lucca) |

|                                    |           |  |
| Tacchinardi 34’ Trezeguet 39’, 73’ | Marcatori |  |

| Arbitro: | De Santis (Tivoli) |

|               |           |                                                  |
| Marazzina 59’ | Marcatori | 18’ Ferrara 48’ (aut.) Moro 72’ (rig.) Del Piero |

| Arbitro: | Trefoloni (Siena) |

|                                              |           |  |
| Conte 14’ Trezeguet 57’ Del Piero 60’ (rig.) | Marcatori |  |

| Roma 10 febbraio 2002, ore 20:30 CET 22ª giornata | Roma            | 0 – 0 referto | Juventus | Stadio Olimpico (73 161 spett.)\| Arbitro: \| Cesari (Genova) \| |
| Arbitro:                                          | Cesari (Genova) |               |          |                                                                  |

| Arbitro: | Borriello (Mantova) |

|                             |           |             |
| Trezeguet 11’ Del Piero 30’ | Marcatori | 14’ Adriano |

| Arbitro: | Paparesta (Bari) |

|                        |           |                           |
| Ferrante 64’ Cauet 80’ | Marcatori | 10’ Trezeguet 89’ Maresca |

| Arbitro: | Braschi (Prato) |

|                                    |           |           |
| Trezeguet 37’ Tarantino 89’ (aut.) | Marcatori | 36’ Zauli |

| Arbitro: | Borriello (Mantova) |

|                   |           |                         |
| Seedorf 6’, 90+1’ | Marcatori | 13’ Trezeguet 81’ Tudor |

| Arbitro: | Bertini (Arezzo) |

|            |           |  |
| Nedvěd 39’ | Marcatori |  |

| Arbitro: | Bertini (Arezzo) |

|              |           |  |
| Lamouchi 88’ | Marcatori |  |

| Arbitro: | Bolognino (Milano) |

|               |           |           |
| Trezeguet 38’ | Marcatori | 25’ López |

| Arbitro: | Gabriele (Frosinone) |

|  |           |                                                     |
|  | Marcatori | 9’ Trezeguet 45+1’ (rig.), 62’ Del Piero 57’ Zenoni |

| Arbitro: | Borriello (Mantova) |

|                   |           |  |
| Chamot 78’ (aut.) | Marcatori |  |

| Arbitro: | Bolognino (Milano) |

|  |           |            |
|  | Marcatori | 88’ Nedvěd |

| Arbitro: | Racalbuto (Gallarate) |

|                                           |           |  |
| Trezeguet 8’, 76’, 89’ Del Piero 71’, 80’ | Marcatori |  |

| Arbitro: | Rodomonti (Teramo) |

|  |           |                            |
|  | Marcatori | 2’ Trezeguet 11’ Del Piero |

### Coppa Italia

#### Fase finale
| Arbitro: | Gabriele (Frosinone) |

|            |           |                                 |
| Flachi 67’ | Marcatori | 2’ Zalayeta 42’ (aut.) M. Conte |

| Arbitro: | Ayroldi (Molfetta) |

|                                                             |           |                          |
| Maresca 5’ Ferrara 14’ Zalayeta 21’ Amoruso 31’ (rig.), 42’ | Marcatori | 15’ Luiso 79’ Possanzini |

| Arbitro: | Trefoloni (Siena) |

|                                           |           |                          |
| Amoruso 15’, 58’, 82’ (rig.) Zalayeta 63’ | Marcatori | 13’ Colombo 65’ Berretta |

| Arbitro: | Treossi (Forlì) |

|                     |           |              |
| Bianchi 72’ Piá 75’ | Marcatori | 10’ Zalayeta |

| Arbitro: | Braschi (Prato) |

|            |           |                              |
| Moreno 39’ | Marcatori | 48’ Birindelli 86’ Del Piero |

| Arbitro: | Bertini (Arezzo) |

|               |           |               |
| Zambrotta 62’ | Marcatori | 27’ José Mari |

| Arbitro: | Collina (Viareggio) |

|                                |           |              |
| Amoruso 6’ (rig.) Zalayeta 57’ | Marcatori | 90+1’ Nakata |

| Arbitro: | Paparesta (Bari) |

|           |           |  |
| Júnior 3’ | Marcatori |  |

### UEFA Champions League

#### Prima fase a gironi
| Porto 10 ottobre 2001, ore 20:45 CEST 1ª giornata | Porto           | 0 – 0 referto | Juventus | As Antas (40 228 spett.)\| Arbitro: \| Mejuto González \| |
| Arbitro:                                          | Mejuto González |               |          |                                                           |

| Arbitro: | Krug |

|                                       |           |                                   |
| Trezeguet 43’, 55’ Amoruso 90’ (rig.) | Marcatori | 67’ St. Petrov 86’ (rig.) Larsson |

| Arbitro: | Wegereef |

|                        |           |               |
| Skammelsrud 89’ (rig.) | Marcatori | 85’ Del Piero |

| Arbitro: | Poll |

|               |           |  |
| Trezeguet 25’ | Marcatori |  |

| Arbitro: | Frisk |

|                                         |           |             |
| Del Piero 32’ Montero 47’ Trezeguet 73’ | Marcatori | 13’ Clayton |

| Arbitro: | Veissière |

|                                                  |           |                                  |
| Valgaeren 24’ Sutton 45’, 64’ Larsson 57’ (rig.) | Marcatori | 19’ Del Piero 51’, 77’ Trezeguet |

#### Seconda fase a gironi
| Arbitro: | Meier |

|                                           |           |  |
| Trezeguet 8’, 60’ Del Piero 37’ Tudor 44’ | Marcatori |  |

| Arbitro: | Melo Pereira |

|                              |           |                   |
| Ljungberg 21’, 88’ Henry 28’ | Marcatori | 49’ (aut.) Taylor |

| Torino 19 febbraio 2002, ore 20:45 CET 3ª giornata | Juventus | 0 – 0 referto | Deportivo La Coruña | Stadio delle Alpi (ca 25 000 spett.)\| Arbitro: \| Dallas \| |
| Arbitro:                                           | Dallas   |               |                     |                                                              |

| Arbitro: | Frisk |

|                          |           |  |
| Tristán 8’ Djalminha 77’ | Marcatori |  |

| Arbitro: | Nielsen |

|                                         |           |           |
| Butt 24’ (rig.) Brdarić 71’ Babić 90+1’ | Marcatori | 61’ Tudor |

| Arbitro: | Nilsson |

|              |           |  |
| Zalayeta 76’ | Marcatori |  |

## Statistiche

### Statistiche di squadra
| Competizione          | Punti | In casa | In casa | In casa | In casa | In casa | In casa | In trasferta | In trasferta | In trasferta | In trasferta | In trasferta | In trasferta | Totale | Totale | Totale | Totale | Totale | Totale | DR  |
| Competizione          | Punti | G       | V       | N       | P       | Gf      | Gs      | G            | V            | N            | P            | Gf           | Gs           | G      | V      | N      | P      | Gf     | Gs     | DR  |
| --------------------- | ----- | ------- | ------- | ------- | ------- | ------- | ------- | ------------ | ------------ | ------------ | ------------ | ------------ | ------------ | ------ | ------ | ------ | ------ | ------ | ------ | --- |
| Serie A               | 71    | 17      | 13      | 3       | 1       | 38      | 11      | 17           | 7            | 8            | 2            | 26           | 12           | 34     | 20     | 11     | 3      | 64     | 23     | +41 |
| Coppa Italia          | -     | 4       | 3       | 1       | 0       | 12      | 6       | 4            | 2            | 0            | 2            | 5            | 5            | 8      | 5      | 1      | 2      | 17     | 11     | +6  |
| UEFA Champions League | -     | 6       | 5       | 1       | 0       | 12      | 3       | 6            | 0            | 2            | 4            | 6            | 13           | 12     | 5      | 3      | 4      | 18     | 16     | +2  |
| Totale                | -     | 27      | 21      | 5       | 1       | 62      | 20      | 27           | 9            | 10           | 8            | 37           | 30           | 54     | 30     | 15     | 9      | 99     | 50     | +49 |

### Andamento in campionato
| Giornata  | 1 | 2 | 3 | 4 | 5 | 6 | 7 | 8 | 9 | 10 | 11 | 12 | 13 | 14 | 15 | 16 | 17 | 18 | 19 | 20 | 21 | 22 | 23 | 24 | 25 | 26 | 27 | 28 | 29 | 30 | 31 | 32 | 33 | 34 |
| --------- | - | - | - | - | - | - | - | - | - | -- | -- | -- | -- | -- | -- | -- | -- | -- | -- | -- | -- | -- | -- | -- | -- | -- | -- | -- | -- | -- | -- | -- | -- | -- |
| Luogo     | C | T | C | T | C | T | C | T | C | T  | C  | T  | C  | T  | C  | T  | C  | T  | C  | T  | C  | T  | C  | T  | C  | T  | C  | T  | C  | T  | C  | T  | C  | T  |
| Risultato | V | V | V | N | P | N | N | N | N | N  | V  | P  | V  | N  | V  | V  | V  | V  | V  | V  | V  | N  | V  | N  | V  | N  | V  | P  | N  | V  | V  | V  | V  | V  |
| Posizione | 1 | 1 | 1 | 1 | 3 | 3 | 3 | 4 | 5 | 6  | 3  | 5  | 5  | 6  | 4  | 4  | 4  | 4  | 3  | 3  | 2  | 2  | 1  | 3  | 2  | 3  | 3  | 3  | 3  | 3  | 3  | 2  | 2  | 1  |

Fonte:  Serie A 2001/2002, su calcio.com.
Legenda:

Luogo: C = Casa; T = Trasferta. Risultato: V = Vittoria; N = Pareggio; P = Sconfitta.

### Statistiche dei giocatori
| Giocatore      | Serie A  | Serie A | Serie A     | Serie A    | Coppa Italia | Coppa Italia | Coppa Italia | Coppa Italia | UEFA Champions League | UEFA Champions League | UEFA Champions League | UEFA Champions League | Totale   | Totale | Totale      | Totale     |
| Giocatore      | Presenze | Reti    | Ammonizioni | Espulsioni | Presenze     | Reti         | Ammonizioni  | Espulsioni   | Presenze              | Reti                  | Ammonizioni           | Espulsioni            | Presenze | Reti   | Ammonizioni | Espulsioni |
| -------------- | -------- | ------- | ----------- | ---------- | ------------ | ------------ | ------------ | ------------ | --------------------- | --------------------- | --------------------- | --------------------- | -------- | ------ | ----------- | ---------- |
| N. Amoruso     | 9        | 0       | 0           | 0          | 7            | 6            | 1            | 0            | 6                     | 1                     | 0                     | 0                     | 22       | 7      | 1           | 0          |
| A. Birindelli  | 10       | 0       | 0           | 0          | 8            | 1            | 1            | 0            | 9                     | 0                     | 3                     | 0                     | 27       | 1      | 4           | 0          |
| G. Buffon      | 34       | -23     | 0           | 0          | 1            | -1           | 0            | 0            | 10                    | -12                   | 1                     | 0                     | 45       | -36    | 1           | 0          |
| F. Carini      | 0        | 0       | 0           | 0          | 6            | -8           | 0            | 0            | 2                     | -4                    | 0                     | 0                     | 8        | -12    | 0           | 0          |
| A. Conte       | 20       | 1       | 4           | 0          | 5            | 0            | 2            | 0            | 4                     | 0                     | 1                     | 0                     | 29       | 1      | 7           | 0          |
| E. Davids      | 28       | 2       | 4           | 0          | 5            | 0            | 1            | 0            | 9                     | 0                     | 6                     | 2                     | 42       | 2      | 11          | 2          |
| A. Del Piero   | 32       | 16      | 2           | 0          | 4            | 1            | 0            | 0            | 10                    | 4                     | 1                     | 0                     | 46       | 21     | 3           | 0          |
| C. Ferrara     | 22       | 3       | 4           | 0          | 4            | 1            | 3            | 0            | 4                     | 0                     | 3                     | 0                     | 30       | 4      | 10          | 0          |
| A. Frara       | 0        | 0       | 0           | 0          | 1            | 0            | 0            | 0            | 1                     | 0                     | 0                     | 0                     | 2        | 0      | 0           | 0          |
| T. Guzmán      | 0        | 0       | 0           | 0          | 0            | 0            | 0            | 0            | 1                     | 0                     | 0                     | 0                     | 1        | 0      | 0           | 0          |
| M. Iuliano     | 27       | 1       | 6           | 1          | 5            | 0            | 0            | 0            | 8                     | 0                     | 3                     | 0                     | 40       | 1      | 9           | 1          |
| E. Maresca     | 16       | 1       | 1           | 0          | 4            | 1            | 2            | 0            | 8                     | 0                     | 0                     | 0                     | 28       | 2      | 3           | 0          |
| P. Montero     | 16       | 0       | 1           | 1          | 4            | 0            | 0            | 0            | 7                     | 1                     | 0                     | 0                     | 27       | 1      | 1           | 1          |
| P. Nedvěd      | 32       | 4       | 5           | 0          | 4            | 0            | 0            | 0            | 7                     | 0                     | 4                     | 0                     | 43       | 4      | 9           | 0          |
| F. O'Neill     | 4        | 0       | 1           | 0          | 0            | 0            | 0            | 0            | 3                     | 0                     | 0                     | 0                     | 7        | 0      | 1           | 0          |
| M. Paramatti   | 10       | 0       | 1           | 0          | 8            | 0            | 0            | 0            | 6                     | 0                     | 1                     | 0                     | 24       | 0      | 2           | 0          |
| V. Péricard    | 0        | 0       | 0           | 0          | 1            | 0            | 0            | 0            | 1                     | 0                     | 0                     | 0                     | 2        | 0      | 0           | 0          |
| G. Pessotto    | 29       | 0       | 4           | 0          | 4            | 0            | 0            | 0            | 11                    | 0                     | 1                     | 0                     | 44       | 0      | 5           | 0          |
| F. Piccolo     | 0        | 0       | 0           | 0          | 1            | 0            | 0            | 0            | 0                     | 0                     | 0                     | 0                     | 1        | 0      | 0           | 0          |
| M. Rampulla    | 0        | 0       | 0           | 0          | 1            | -2           | 0            | 0            | 0                     | 0                     | 0                     | 0                     | 1        | -2     | 0           | 0          |
| M. Rigoni      | 0        | 0       | 0           | 0          | 1            | 0            | 0            | 0            | 0                     | 0                     | 0                     | 0                     | 1        | 0      | 0           | 0          |
| S. Rondinella  | 0        | 0       | 0           | 0          | 1            | 0            | 0            | 0            | 0                     | 0                     | 0                     | 0                     | 1        | 0      | 0           | 0          |
| M. Salas       | 7        | 1       | 0           | 0          | 1            | 0            | 0            | 0            | 4                     | 0                     | 0                     | 0                     | 12       | 1      | 0           | 0          |
| A. Tacchinardi | 28       | 2       | 6           | 0          | 7            | 0            | 2            | 0            | 10                    | 0                     | 0                     | 0                     | 45       | 2      | 8           | 0          |
| L. Thuram      | 30       | 0       | 0           | 0          | 3            | 0            | 1            | 0            | 8                     | 0                     | 2                     | 0                     | 41       | 0      | 3           | 0          |
| D. Trezeguet   | 34       | 24      | 3           | 0          | 2            | 0            | 0            | 0            | 10                    | 8                     | 0                     | 0                     | 46       | 32     | 3           | 0          |
| I. Tudor       | 14       | 4       | 3           | 0          | 1            | 0            | 0            | 0            | 6                     | 2                     | 1                     | 0                     | 21       | 6      | 4           | 0          |
| M. Zalayeta    | 11       | 0       | 0           | 0          | 8            | 5            | 0            | 0            | 4                     | 1                     | 1                     | 0                     | 23       | 6      | 1           | 0          |
| G. Zambrotta   | 32       | 1       | 6           | 0          | 6            | 1            | 0            | 0            | 9                     | 0                     | 1                     | 0                     | 47       | 2      | 7           | 0          |
| C. Zenoni      | 24       | 1       | 0           | 1          | 7            | 0            | 0            | 0            | 8                     | 0                     | 0                     | 0                     | 39       | 1      | 0           | 1          |
| I. Zeytulaev   | 0        | 0       | 0           | 0          | 2            | 0            | 0            | 0            | 0                     | 0                     | 0                     | 0                     | 2        | 0      | 0           | 0          |